# Pterolophia curticornis
Pterolophia curticornis là một loài bọ cánh cứng trong họ Cerambycidae.